# The Statue Got Me High
The Statue Got Me High é o sétimo EP da banda They Might Be Giants, lançado em 1992.
As faixas 2 e 3 foram incluídas na compilação Then: The Earlier Years.

## Faixas
1. "The Statue Got Me High"
2. "Which Describes How You're Feeling" (Versão demo)
3. "I'm Def"